# Катастрофа DC-9 в Карибском море
Катастрофа DC-9 в Карибском море — авиационная катастрофа, произошедшая в субботу 2 мая 1970 года в центральной части Карибского моря. Авиалайнер McDonnell Douglas DC-9-33CF авиакомпании Overseas National Airways (ONA) выполнял плановый рейс ALM 980 (для авиакомпании ALM) по маршруту Нью-Йорк — Сен-Мартен, но при посадке во время сложных погодных условий (ливень) выработал всё авиатопливо и приводнился в море в 48 километрах от аэропорта Сен-Мартена. Из находившихся на его борту 63 человек (57 пассажиров и 6 членов экипажа) погибли 23.

## Самолёт
McDonnell Douglas DC-9-33CF (регистрационный номер N935F, заводской 47407, серийный 457) был выпущен в 1969 году (первый полёт совершил 23 января). В январе того же года с б/н N915U был передан авиакомпании Universal Airlines, но 7 марта того же года был куплен авиакомпанией Overseas National Airways (ONA), в которой получил бортовой номер N935F и имя Carib Queen. В марте 1970 года был взят в лизинг авиакомпанией ALM. Оснащён двумя турбореактивными двигателями Pratt & Whitney JT8D-9. На день катастрофы налетал 2505 часов.

## Экипаж
Самолётом управлял опытный экипаж, его состав был таким:
- Командир воздушного судна (КВС) — 37-летний Бэлси Д. Девитт (англ. Balsey D. DeWitt). Очень опытный пилот, управлял самолётами Vickers Viscount, Boeing 707, Boeing 720, Douglas DC-4, DC-6 и DC-7. На командира McDonnell Douglas DC-9 был квалифицирован 30 января 1970 года. Налетал свыше 12 000 часов, свыше 1700 из них на DC-9.
- Второй пилот — 25-летний Гарри Е. Эванс II (англ. Harry E. Evans II). Опытный пилот, на второго пилота McDonnell Douglas DC-9 был квалифицирован 17 апреля 1970 года. Налетал свыше 3500 часов, свыше 600 из них DC-9.
- Штурман — 35-летний Хью Х. Харт (англ. Hugh H. Hart). Управлял самолётом Douglas DC-8. Налетал свыше 7000 часов, 17 из них на McDonnell Douglas DC-9.

В салоне самолёта работали трое бортпроводников:
- Уилфорд Дж. Спенсер (англ. Wilford J. Spencer) — старший бортпроводник. В авиакомпании ONA с 29 августа 1969 года.
- Тобиас Кордейро (англ. Tobias Cordeiro). В авиакомпании ONA с 13 августа 1969 года.
- Маргарет Абрахам (англ. Margaret Abraham). В авиакомпании ONA с 28 августа 1969 года.

## Расследование
Расследование причин катастрофы рейса ALM 980 проводил Национальный совет по безопасности на транспорте (NTSB).
Окончательный отчёт расследования был опубликован в апреле 1971 года.

## Культурные аспекты
Катастрофа рейса 980 ALM показана в американском документальном телесериале от «MSNBC» Почему разбиваются самолёты (англ. Why Planes Crash) в серии Приготовиться к удару (англ. Brace For Impact).